# Ruddalens IP
Der Ruddalens Idrottsplats (deutsch Ruddalens Sportplatz) ist ein Fußballstadion in der schwedischen Stadt Göteborg mit einer Zuschauerkapazität von 5.000 Besuchern.

## Geschichte
Ruddalens IP wurde 1983 eröffnet, liegt im Göteborger Stadtteil Västra Frölunda und wird insbesondere von den dort beheimateten Klubs Västra Frölunda IF, Utsiktens BK und Assyriska BK als Heimspielstätte für ihre Fußballspiele genutzt und war in den Erstligazeiten von Västra Frölunda IF zeitweise Spielort in der Allsvenskan. Im Winter finden aber auch Bandyspiele statt, zudem war die Anlage Austragungsort der Eisschnelllauf-Mehrkampfweltmeisterschaft 2003.